# گوجی
گوجی یا گوجیک روستایی در دهستان زاوه بخش مرکزی شهرستان زاوه استان خراسان رضوی می باشد. مردم این روستا بر اثر حملات قاچاقچیان افغان، مجبور به مهاجرت این روستا شدند که با برگشت امنیت و ایجاد پروژه های عمرانی، جمعیت این ده رو به افزایش است.

## جمعیت
بر پایه سرشماری عمومی نفوس و مسکن در سال ۱۳۹۰ جمعیت این روستا ۱۸۸ نفر (در ۶۸ خانوار) بوده است که با افزایش %۱۲٫۲ در سال ۹۵ به ۲۱۱ نفر رسید.

## معادن و منابع
روستای گوجی از منابع مهم تامین آب برای شهرستان تربت حیدریه است. همچنین این روستا داری یک معدن کرومیت است که با ریزش این معدن در سال نود هشت یک نفر کشته و یک نفر زخمی شد.